# 일본 해구

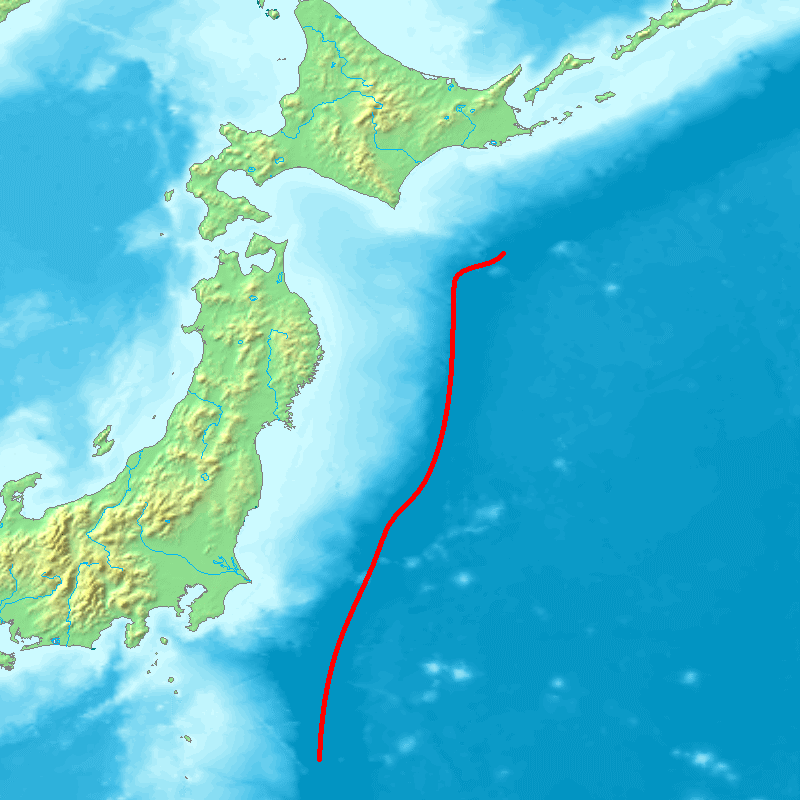
일본 해구의 위치(적색)

일본 해구(일본어: 日本海溝 니혼카이코[*])는 동일본 앞바다의 태평양 밑바닥에 해안선에 거의 병행하여 존재하는 해구이다.
북쪽은 홋카이도의 에리모 곶 앞바다에서 크게 동쪽으로 구부러져서 쿠릴-캄차카 해구에 연결되고 남쪽은 보소반도 앞바다에서 다소 동쪽으로 구부러져 이즈-오가사와라 해구와 연결된다. 또 보소반도 앞바다에서는 사가미 해곡과 분기되어 있다. 가장 깊은 곳은 8,020m이다.
태평양 판이 서쪽 방향으로 이동하고 유라시아 판 또는 오호츠크판 밑으로 가라앉는 장소에 형성되고 있다.
태평양 판은 일본 해구에서 북아메리카 판 밑에 가라앉은 곳 앞으로 필리핀 해 판 밑에 더욱 가라앉아 있다.
주로 지진과 화산 활동이 활발하게 일어난다.
- 산리쿠 해역 북부 지진
- 산리쿠 해역 지진
- 도호쿠 지방 태평양 해역 지진
- 이와테현 해역 지진
- 미야기현 해역 지진
- 후쿠시마현 해역 지진(후쿠시마현 동쪽 해역 지진 포함)
- 이바라키현 해역 지진
- 보소 해역 지진(지바현 동쪽 해역 지진 포함)

등은 일본 해구에서 일어나는 해구형 대지진이며 자주 지진 해일이 발생한다.

## 같이 보기
- 판
- 해구
- 해령